# Kaisa Kallio

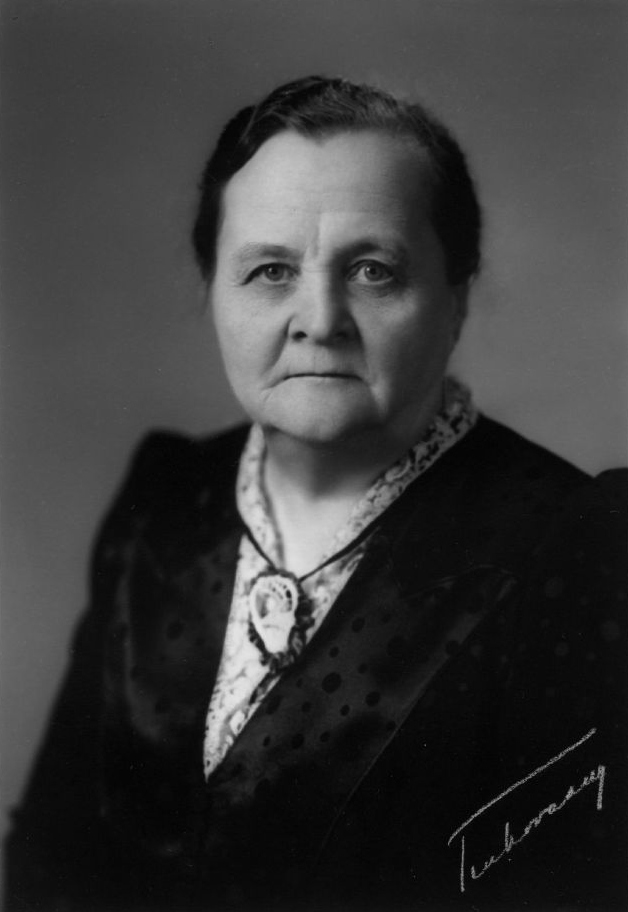
Kaisa Kallio (um 1930)

Katariina „Kaisa“ Kallio (* 28. Mai 1878 in Nivala, Großfürstentum Finnland als Katariina Nivala; † 24. November oder 25. November 1954 ebenda) war eine finnische Hausfrau und Landwirtin. Als Ehefrau von Kyösti Kallio war sie zwischen 1937 und 1940 die vierte First Lady Finnlands.

## Leben und Wirken
Katariina Nivala wurde 1878 in der Gemeinde Nivala, im damaligen Großfürstentum Finnland geboren. Sie war die Tochter eines Landwirts. Sie besuchte die Volkshochschule in Haapavesi, wo sie Kyösti Kallio – den Leiter der örtlichen Jugendorganisation – kennenlernte. Nivala heiratete ihn im Jahre 1902 und nahm dessen Nachnamen an.
Das Paar hatte sechs Kinder: Vieno (1903–1938), Veikko (1906–1980), Kerttu (1907–1995), Kalervo (1909–1969), Kaino (1911–2001) und Katri (1915–2008). Ihre Töchter Kerttu und Katri wurden Reichstagsabgeordnete, ihr Sohn Kalervo Bildhauer. Nach der Heirat wurde sie Wirtin eines Bauernhofs in Nivala. Während ihr Ehemann sich zunehmend in der Politik engagierte, lehnte sie häufig Berufungen in lokalen Ausschüssen ab.
Als Kyösti Kallio 1937 zum Präsidenten gewählt wurde, zogen sie in den Präsidentenpalast in Helsinki. Als Ehefrau des Präsidenten engagierte sich Kallio unter anderem bei den finnischen Pfadfinderinnen und dem Kalevala-Frauenbund. Nach Kyösti Kallios Rücktritt aus gesundheitlichen Gründen und seinem Tod im Jahr 1940 zog sie zurück nach Nivala zu ihrer Enkelin Tellervo.
Zu ihrem 60. Geburtstag im Jahr 1938 wurde ihr zu Ehren ein städtischer Spendenfonds eingerichtet, dessen Erlös sie für die Gründung von Kaisankoti, einem Rehabilitationszentrum für Frauen, spendete. Kallio starb am 24. oder 25. November 1954 in Nivala im Alter von 76 Jahren.